# ماء الحياة (مسيحية)
ماء الحياة (بالإنجليزية: Water of Life) في المسيحية يستخدم مصطلح ماء الحياة (بالإغريقية: ὕδωρ ζωῆς hydōr zōēs) في سياق الماء الحيوي أو الحي، والمذكور في كتاب الوحي (21:6 و22:1) وأيضًا، في إنجيل يوحنا. في هذه المراجع يشير مصطلح ماء الحياة إلى الروح القدس.
يشار أحيانًا إلى الفقرات التي في إنجيل يوحنا 4: 10–26 باسم خطاب ماء الحياة. ويتم تفسير هذه الإشارات في إنجيل يوحنا أيضًا باسم «ماء الحياة».
يستخدم المصطلح أيضًا عندما يتم سكب الماء أثناء صلوات المعمودية، والصلاة من أجل الروح القدس، على سبيل المثال يقال، «امنحه القدرة على أن يصبح ماء الحياة».

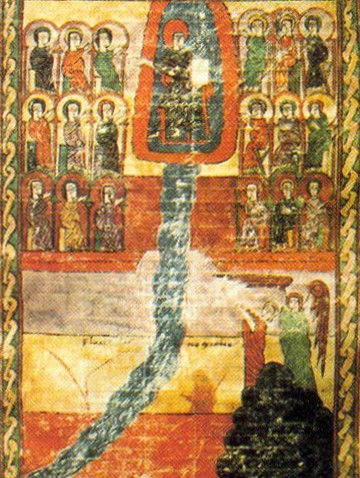
تصوير Fleuve de Vie ، "نهر الحياة" ، من كتاب الوحي ، Urgell Beatus ، (ص. 198v-199) ، ج. القرن العاشر

## سفر الرؤيا
ورد مصطلح ماء الحياة في موضعين من سفر رؤيا يوحنا، وتحديدًا في الإصحاحين 21-22. وكالتالي:
وفي الإصحاح 22:

## إنجيل يوحنا
نجد يسوع في يوحنا 4 متحدثاً إلى المرأة السامرية بعدما طلب منها ماء، فنقرأ في الآية 10:
يوحنا 4: 10
«أَجَابَ يَسُوعُ وَقَالَ لَهاَ:«لَوْ كُنْتِ تَعْلَمِينَ عَطِيَّةَ اللهِ، وَمَنْ هُوَ الَّذِي يَقُولُ لَكِ أَعْطِينِي لأَشْرَبَ، لَطَلَبْتِ أَنْتِ مِنْهُ فَأَعْطَاكِ مَاءً حَيًّا».»
ثم يكمل الرب:
يوحنا 4: 13- 14
«أَجَابَ يَسُوعُ وَقَالَ لَهاَ:«كُلُّ مَنْ يَشْرَبُ مِنْ هذَا الْمَاءِ يَعْطَشُ أَيْضًا. وَلكِنْ مَنْ يَشْرَبُ مِنَ الْمَاءِ الَّذِي أُعْطِيهِ أَنَا فَلَنْ يَعْطَشَ إِلَى الأَبَدِ، بَلِ الْمَاءُ الَّذِي أُعْطِيهِ يَصِيرُ فِيهِ يَنْبُوعَ مَاءٍ يَنْبَعُ إِلَى حَيَاةٍ أَبَدِيَّةٍ».»
من يشرب من الماء الذي يعطيه الرب لن يعطش إلى الأبد، ليس هناك أي ماء آخر قادر أن يشبع عطشك إلى الأبد غير الماء الذي يعطيه الرب. من عطش إلى الحياة؟ من تعب من قفر هذا العالم؟ لدى الرب بشرى سارة لأجله، فهو، قائد الحياة، لديه ماء حياً، فاحفظه في أعماق قلبك والماء الذي سيعطيك إياه لن ينقص فقط من عطشك بل أيضاً سيجعل لك «مَاءٍ يَنْبَعُ إِلَى حَيَاةٍ أَبَدِيَّةٍ»
«فَقَالَ لَهُمْ يَسُوعُ:«أَنَا هُوَ خُبْزُ الْحَيَاةِ. مَنْ يُقْبِلْ إِلَيَّ فَلاَ يَجُوعُ، وَمَنْ يُؤْمِنْ بِي فَلاَ يَعْطَشُ أَبَدًا.» (يوحنا 6: 35)